# Балта-Албе (комуна)
Балта-Албе (рум. Balta Albă) — комуна у повіті Бузеу в Румунії. До складу комуни входять такі села (дані про населення за 2002 рік):
- Амара (1735 осіб)
- Балта-Албе (681 особа) — адміністративний центр комуни
- Беїле (608 осіб)
- Стеверешть (99 осіб)

Комуна розташована на відстані 134 км на північний схід від Бухареста, 40 км на північний схід від Бузеу, 59 км на захід від Галаца, 136 км на схід від Брашова.

## Населення
За даними перепису населення 2002 року у комуні проживали 3123 особи. Усі жителі комуни рідною мовою назвали румунську.
Національний склад населення комуни:
| Національність   | Кількість осіб | Відсоток |
| ---------------- | -------------- | -------- |
| румуни           | 3112           | 99,6%    |
| цигани           | 10             | 0,3%     |
| росіяни-липовани | 1              | < 0,1%   |

Склад населення комуни за віросповіданням:
| Релігія            | Кількість осіб | Відсоток |
| ------------------ | -------------- | -------- |
| православні        | 3117           | 99,8%    |
| баптисти           | 3              | 0,1%     |
| старообрядці       | 1              | < 0,1%   |
| не вказали релігію | 1              | < 0,1%   |